# Souvrství Wang-š’
Souvrství Wang-š’ (čínsky pchin-jinem Wángshì Qún, znaky 王氏群) je geologické souvrství (či stratigrafická skupina sedimentů) v provincii Šan-tung na východě Číny. Vrstvy zdejších hornin v rámci souvrství Sin-ke-čuang pocházejí z geologického stupně kampán (pozdní křída, asi před 77 až 70 miliony let) a zahrnují velké množství objevů neptačích dinosaurů. Oblasti města Ču-čcheng se dokonce přezdívá „město dinosaurů“, protože koncentrace objevů dinosauřích fosilií zde patří k nejbohatším na světě. Mezi nejznámější dinosauří rody zde patří taxony Shantungosaurus a Zhuchengtyrannus.

## Dinosauři ze souvrství Wang-š’
- Anomalipes
- Chingkankousaurus (C. fragilis, nomen dubium)
- Ischioceratops[4]
- Laiyangosaurus[5]

- Micropachycephalosaurus
- Pinacosaurus
- Shantungosaurus
- Sinankylosaurus
- Sinoceratops
- Tanius
- Tsintaosaurus

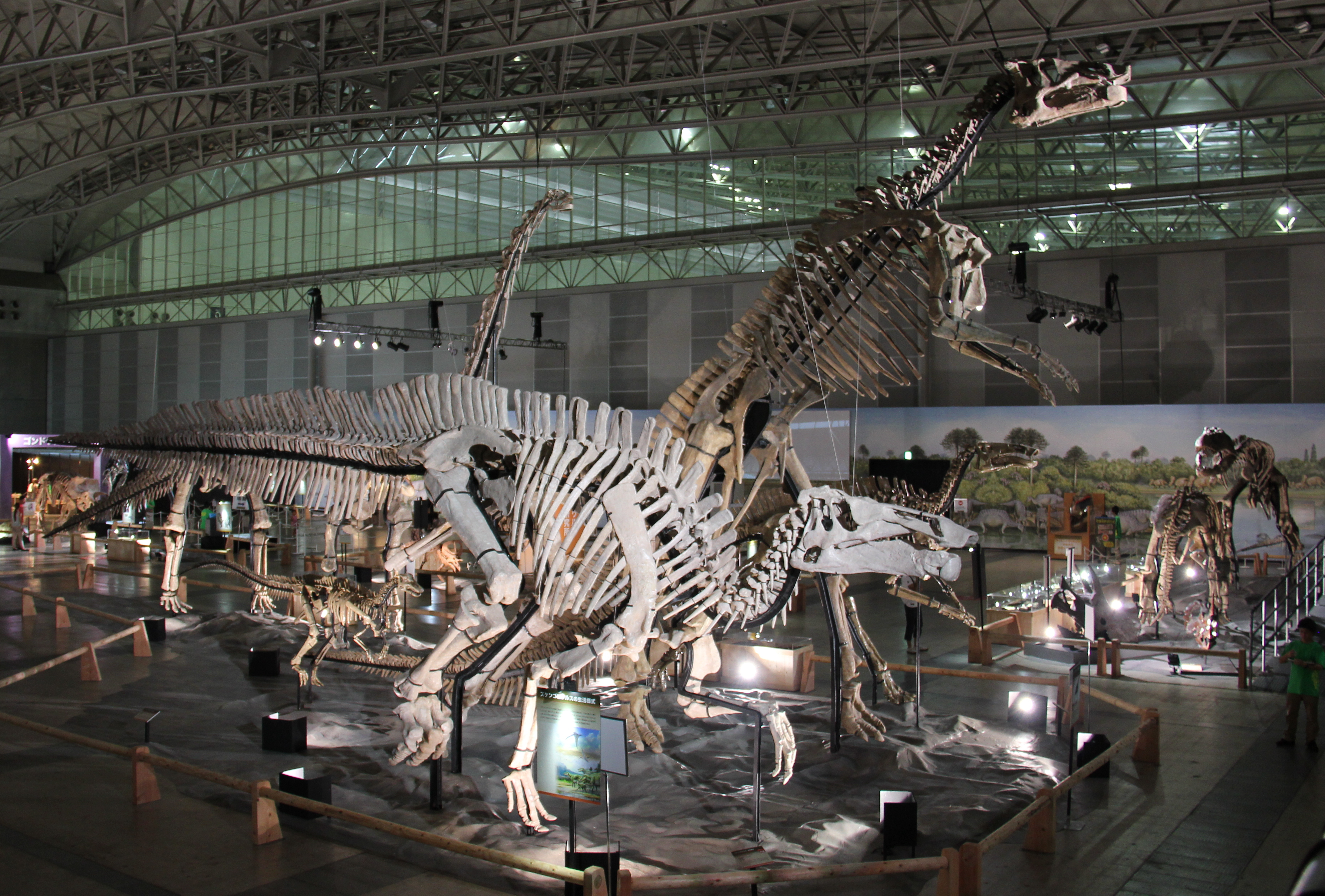
Kostra šantungosaura na výstavě Dino Kingdom 2012

- "Tyrannosaurus" (T. zhuchengensis, nomen dubium)
- Zhuchengceratops
- Zhuchengtitan[6]
- Zhuchengtyrannus[7][8]